# Eje de simetría

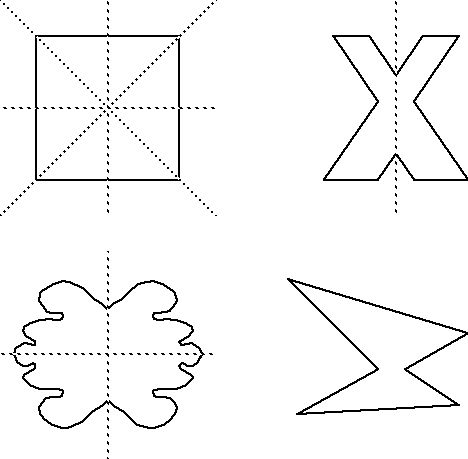
En un sistema de coordenadas cartesianas se han representado las curvas de algunas raíces, así como de sus potencias, en el intervalo [0,1]. La diagonal, de ecuación y = x, es eje de simetría entre cada curva y la curva de su inversa.

Un eje de simetría es una línea de referencia imaginaria que al dividir una forma cualquiera en dos partes, sus puntos opuestos son equidistantes entre sí, es decir, quedan simétricos. En geometría, se usa la expresión "eje de simetría" para los ejes de simetría planos y para los ejes de simetría axial.

## Eje de simetría plano (simetría especular)
Eje de simetría plano es una línea imaginaria que al dividir una figura cualquiera, lo hace en dos partes, y cuyos puntos simétricos son equidistantes a dicho eje.
Todos los polígonos regulares tienen tantos ejes de simetría como lados.
El eje de simetría es la mediatriz del segmento cuyos extremos son puntos simétricos. Matemáticamente, un eje de simetría de un conjunto geométrico es siempre una línea de puntos fijos invariante bajo un conjunto de operaciones del grupo de simetría del conjunto.
Para poder determinar intuitivamente el eje de simetría se puede tomar una hoja y dibujar una figura geométrica, sea o no regular (cualquier figura geométrica siempre que sea simetrizable), luego se empieza a doblar de manera que coincidan los trazos de ambas caras. El pliegue indicará entonces el eje.
En el plano euclídeo una figura tiene a una recta r como eje de simetría plano o especular si la figura {\displaystyle \scriptstyle F\subset \mathbb {R} ^{2}} es invariante por la aplicación:

{\displaystyle f_{r}:\mathbb {R} ^{2}\to \mathbb {R} ^{2},\quad f_{r}(\mathbf {x} )=\mathbf {x} -2[\mathbf {\bar {x}} -(\mathbf {\bar {x}} \cdot \mathbf {n} _{r})\mathbf {n} _{r}]}

donde:
{\displaystyle \mathbf {n} _{r}} es un vector unitario paralelo al vector director de la recta r.
{\displaystyle \mathbf {\bar {x}} =\mathbf {x} -\mathbf {x} _{0}}, siendo {\displaystyle \mathbf {x} _{0}} un punto de la recta r.
la condición de invariancia es precisamente que:

{\displaystyle f_{r}(F)=F\,}

## Eje de simetría axial
Un eje de simetría axial es una línea o recta tal que al rotar alrededor de ella una figura geométrica, la figura resulta visualmente inalterada. El eje de simetría axial coincide con el conjunto de puntos invariables asociados a la rotación. En un cilindro, el eje del cilindro es un eje de simetría axial, y análogamente en un cono o tronco de cono rectos. En una esfera, cualquier línea recta que pase por el centro de la esfera es un eje de simetría axial.
Una propiedad importante es que la proyección ortogonal de una figura tridimensional con un eje de simetría axial sobre un plano paralelo al mismo, da lugar a una figura plana en la que la proyección del eje es un eje de simetría plano.
Una figura simétrica, respecto de un eje, conserva la medida de los lados y de los ángulos interiores de la figura original.